# Rhododendron dachengense
Rhododendron dachengense là một loài thực vật có hoa trong họ Thạch nam. Loài này được G.Z. Li mô tả khoa học đầu tiên năm 2001.